# Kyriále
A kyriále a liturgikus könyvek egyike, mely a mise állandó részeinek (Kyrie, Gloria, Credo, Sanctus, Agnus Dei) és a misét megelőző Aspergesnek (Vidi aquam) gregorián dallamát tartalmazza.
Elsősorban az ordinarium missae, a gyászmise és a gyászszertartások dallamait, énekeit tartalmazza. 
A kyriale 1905-ös vatikáni kiadása mellett az 1965-ös Kyriale simplex is használatban van.